# Resseliella trianguliceps
Resseliella trianguliceps är en tvåvingeart som först beskrevs av Debski 1918.  Resseliella trianguliceps ingår i släktet Resseliella och familjen gallmyggor.
Artens utbredningsområde är Egypten. Inga underarter finns listade i Catalogue of Life.